# 林建隆
林建隆（1956年9月25日—），台灣基隆人，現代詩詩人、東吳大學教授、政治評論者。因自傳《流氓教授》被編成台灣電視劇而廣為人知。從小立志成為詩人，卻在23歲那年因『殺人未遂』，被以『流氓』名義移送警備總部管訓，半年後轉送台北監獄。坐監期間在獄中宏德補校就讀，並尋求報考大學的機會。兩年半後假釋，被遣返警備總部繼續管訓，後在管訓隊考取東吳大學英文學系。畢業後赴美，獲密西根州立大學英美文學博士。1992年返回母校東吳大學任教。

## 經歷
林建隆出生於基隆月眉山煤礦區一個貧苦家庭，家中有兄弟姐妹11人，排行第六。父親是礦工，常在基隆、瑞芳一帶工作，在礦災中一隻手被炸斷，因而殘障。從小生長在貧寒環境的林建隆，雖有讀書的才能，卻因不滿於現況而自甘墮落，就讀於信義國中時步入黑社會之路，以致於後來考取臺北商專卻輟學。
23歲時被提報為流氓，之後即被警備總部移送管訓，半年後轉送台北監獄；發監期間，因母親的一席話讓他痛改前非，於是申請在獄中附設的宏德補習學校學習。兩年半後，由管訓隊中的周運台輔導長協助報考失學青年檢定考試取得高商學歷，1982年錄取東吳大學英文學系，就讀期間曾想要休學，但是受到時任校長端木愷鼓勵他說，只要他念得完東吳，將來有一天一定會回來執教的，終於在1986年畢業。
1986年大學畢業後，林建隆偕妻賴妙淨前往美國一同攻讀碩士學位，後又攻讀博士，返臺後在母校東吳大學執教，曾經為教授。林建隆著有自傳《流氓教授》；該書被台灣電視公司改編為同名電視劇，由王識賢主演，於2001年在台視主頻八點檔時段播出。
林氏主張台灣獨立的政治立場鮮明，常於三立新聞台《大話新聞》、民視新聞台《頭家來開講》、中華電視公司《台灣起動》等政論節目中發表言論。

## 著作
- 《林建隆詩集》，前衛出版社
- 《（後）現代風景‧台北：學院詩人群年度詩集1996》（與古添洪、向陽、陳慧樺、游喚、簡政珍、蕭蕭、王添源合著），文鶴出版有限公司1997年3月初版，ISBN 957-9463-73-5
- 《菅芒花的春天歌詩集》，草根出版事業有限公司1997年7月初版，ISBN 9578466102
- 《林建隆俳句集》，前衛出版社1997年12月初版，ISBN 957-801-147-4
- 《生活俳句：詩的捷運、捷運的詩》，探索文化事業有限公司1998年11月初版，ISBN 9576151309
- 《鐵窗的眼睛：林建隆俳句集Ⅲ》，月旦出版社股份有限公司1999年5月初版，ISBN 9576963095
- 《動物新世紀：台灣文學史上第一本動物詩集》，關懷生命協會1999年6月初版，ISBN 957-99059-2-4
- 《流氓教授》，平安文化有限公司2000年3月24日初版，ISBN 9578032846
- 《玫瑰日記》，皇冠文化2001年5月初版，ISBN 9573317842
- 《刺歸少年》，皇冠文化2001年7月初版，ISBN 9573318075
- 《船過水有痕：東吳大學建校百年紀念詩集》（主編），書林出版有限公司2002年2月初版，ISBN 957-586-856-0
- 《叛逆之舞：林建隆詩傳》，華成圖書出版股份有限公司2002年11月初版，ISBN 9576406544
- 《孤兒阿鐵》，皇冠文化2003年3月初版，ISBN 9573319322
- 《E五e十：東吳大學英文學系50週年紀念文集》（主編），文鶴出版有限公司2004年5月初版，ISBN 957-8847-61-0
- 《藍水印》，皇冠文化2004年6月初版，ISBN 9573320630
- 《刺桐花之戰：西拉雅台灣女英雄金娘的故事》，圓神出版社有限公司2013年7月初版，ISBN 9789861334615

## 外部連結
- 東吳大學英文系 （页面存档备份，存于）
- 《台灣海外網》林建隆專欄 （页面存档备份，存于）
- 台灣作家作品目錄資料庫——林建隆 （页面存档备份，存于）